# Appenzellerkriege
Vögelinsegg – Rotmonten – Stoss – Bregenz – Herisau
Die Appenzellerkriege waren eine Reihe kriegerischer Konflikte zwischen dem Fürstabt von St. Gallen und den Gemeinden des Appenzellerlandes im ersten Drittel des 15. Jahrhunderts.

## Vorgeschichte
Das Land Appenzell unterstand seit dem Frühmittelalter der Fürstabtei St. Gallen. Das Land wurde von der Abtei dezentral durch sog. Ämter verwaltet, denen jeweils ein Ammann, ein vom Abt eingesetzter Appenzeller Landmann, vorstand. Diese Ämter wirkten als Keimzellen für lokale Autonomiebestrebungen der Landleute. Als der Fürstabt 1345 die Reichsvogtei über Appenzell erwerben konnte, drohte das Land in die entstehende Territorialherrschaft der Fürstabtei einbezogen zu werden.
Die Äbte Georg von Wildenstein (1360–1379) und Kuno von Stoffeln (1379–1411) versuchten, zwar juristisch berechtigte, aber ausser Gebrauch gekommene Abgaben wieder von den Appenzellern einzufordern. Dies weckte im Land Appenzell, aber auch in der Stadt St. Gallen Widerstand, der am 17. Januar 1401 in einem Bündnis zwischen der Stadt St. Gallen und den fünf Appenzeller Gemeinden Appenzell, Gais, Hundwil, Teufen und Urnäsch mündete. Der Konflikt zwischen beiden Parteien drehte sich vornehmlich um die Rechte auf Freizügigkeit, Eheschliessung, Vererb- und Veräusserbarkeit von Lehen der Abtei sowie um Jagd- und Fischereirechte.

## Verlauf

### Beginn der Kriegshandlungen
Der Konflikt eskalierte zu kriegerischen Auseinandersetzungen, als die Verbündeten die zur Fürstabtei gehörige Burg Clanx bei Appenzell zerstörten. Die vom Abt als Schiedsrichter angerufenen schwäbischen Städte am Bodensee entschieden 1402 gegen die Appenzeller und erklärten deren Verbindung für widerrechtlich. St. Gallen fügte sich dem Schiedsspruch und trat vorzeitig von seinem Bündnis mit den Appenzellern zurück. Diese wollten sich jedoch dem Spruch nicht unterwerfen und wandten sich um Hilfe an den eidgenössischen Ort Schwyz. Dieser nahm die Appenzeller zu Beginn des Jahres 1403 in sein Landrecht auf und führte sie von da an politisch und militärisch. Dies war der erste Schritt zum späteren Eintritt Appenzells in den eidgenössischen Bund. Unter schwyzerischer Führung wurde die Fehde gegen die Fürstabtei verstärkt. Es wurden Raub und Plünderungen auf ihrem Gebiet verübt, so dass der Abt, der zunächst noch versucht hatte, den Streit durch Verhandlungen zu entschärfen, zum Krieg rüstete.

### Appenzeller Sieg und habsburgische Intervention

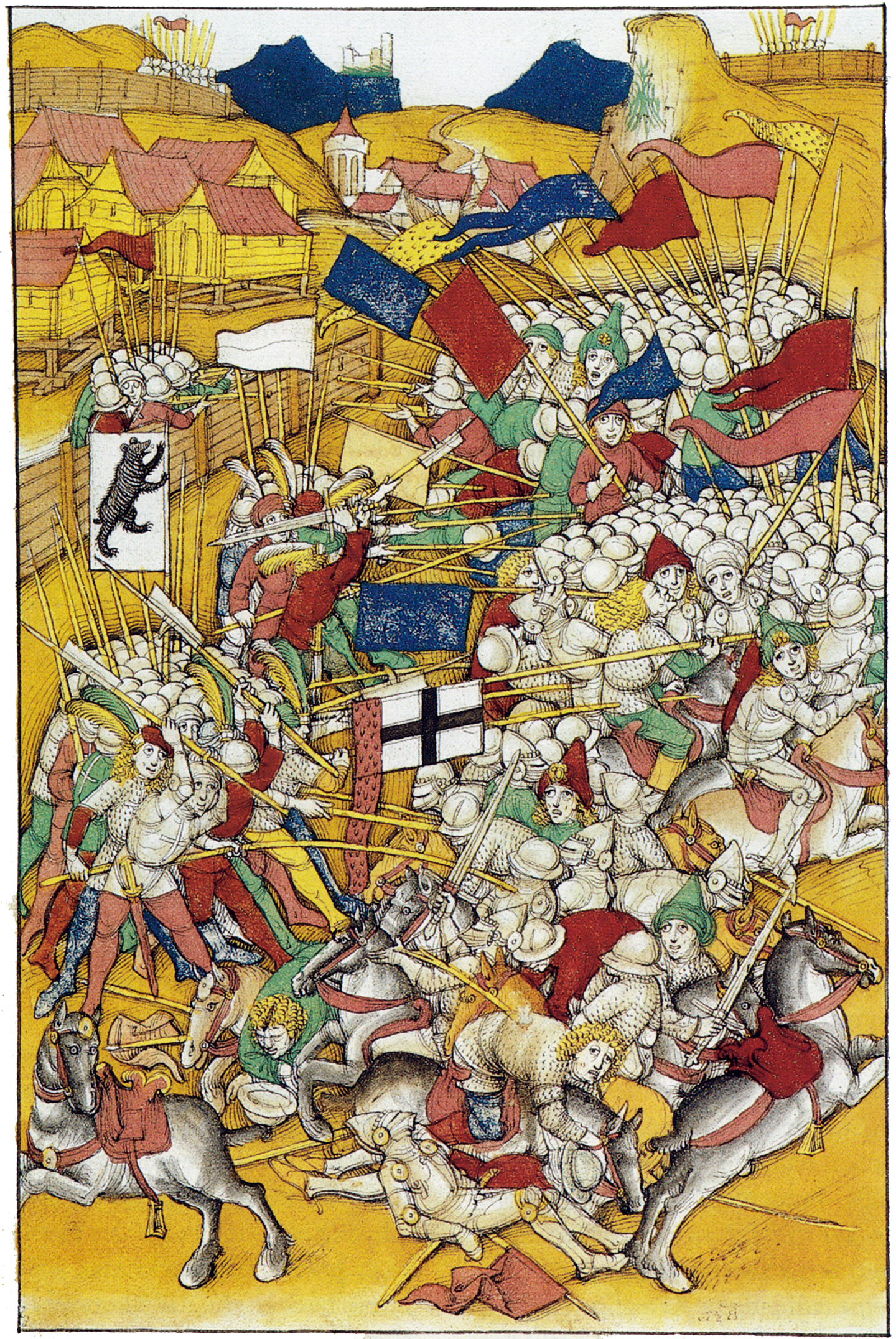
Darstellung der Schlacht bei Vögelinsegg in der Spiezer Chronik

Am 15. Mai 1403 wurde die sogenannte Schlacht bei Vögelinsegg geschlagen, bei welcher die Appenzeller das Heer des Abts – obwohl es durch Truppen aus Konstanz verstärkt wurde – in die Flucht schlugen und bis vor die Tore der Stadt St. Gallen verfolgten. Die Verluste des Abtes betrugen gegen 300 Mann, davon allein 99 Konstanzer Bürger. Von den Appenzellern sollen nur acht Mann gefallen sein.
Die Allianz des Abtes fiel nach der Niederlage auseinander, aber er fand im Habsburger Leopold IV., Herzog von Österreich und Graf von Tirol, einen neuen Verbündeten gegen die aufständischen Appenzeller Bauern. Damit erhoffte sich der Herzog eine Sicherung der Verbindung zwischen seinem vorarlbergisch-tirolischen Besitz und dem habsburgischen Thurgau. Er übertrug die Führung des Feldzuges seinem jüngeren Bruder Friedrich IV. Da die eidgenössischen Orte im Jahr 1394 einen zwanzigjährigen Frieden mit dem Haus Habsburg geschlossen hatten, erreichte der Abt mit diesem Schachzug das Ausscheiden der Schwyzer aus dem Bündnis mit Appenzell. Die Appenzeller blieben aber im Schwyzer Landrecht. Die acht alten Orte lehnten ein Begehren der Habsburger, auf ihrer Seite mitzukämpfen, ab, da sie erkannten, dass diese im Gebiet der heutigen Ostschweiz einen Machtzuwachs suchten, der ihnen selbst hätte gefährlich werden können. Zudem stellte sich nun die Stadt St. Gallen wieder auf die Seite der Appenzeller, da sie einen allzu starken Machtzuwachs des Abtes befürchtete.
Am Morgen des 17. Juni 1405 wurde zwischen Altstätten und Gais die Schlacht am Stoss ausgetragen, in der die Appenzeller ein habsburgisches Heer zurückschlugen, das versucht hatte, vom Rheintal her ins Appenzellerland vorzurücken.

### Bund ob dem See und erster Friedensschluss
Auf Betreiben der Schwyzer gründeten die Appenzeller daraufhin den Bund ob dem See gegen die «Fürstengewalt» und drängten mit ungestümen Raubzügen in die angrenzenden Regionen vor. Im Süden zogen sie über das Toggenburg in die Linthebene, im Westen bis in den Thurgau und im Osten unter Ital Reding bis nach Vorarlberg und Tirol. Während zweier Jahre verbreiteten die Appenzeller Schrecken unter den Fürsten und Begeisterung und Freiheitshoffnungen unter Bauern und Landleuten. So schlossen sich dort auch die Oberinntaler Bauern an. Am 13. Januar 1408 erlitten sie jedoch bei Bregenz eine Niederlage gegen ein Heer des schwäbischen Ritterbundes Sankt Jörgenschild und der Bischöfe von Augsburg und Konstanz, die sie den Ruf der Unbesiegbarkeit kostete. Die Appenzeller zogen sich in ihr Stammland zurück, der Bund ob dem See brach zusammen und wurde vom deutschen König Ruprecht im Konstanzer Schiedsspruch vom 4. April 1408 aufgelöst. Dabei bestätigte er auch die Forderungen des Abts von St. Gallen gegen die Appenzeller. 1410 kam ein Friedensschluss zustande. Erst 1412 leisteten die Tiroler Oberländer auf der Dingstrasse von Prutz dem Pfleger von Laudegg und dem Landesfürsten wieder ein Treuegelöbnis.

### Wiederaufflammen der Kämpfe
Appenzell weigerte sich jedoch weiterhin, die dem Abt von St. Gallen geschuldeten Abgaben zu leisten. Am 24. November 1411 schlossen die Appenzeller zur Stärkung ihrer Position einen unbefristeten Vertrag mit den Eidgenössischen Orten – mit Ausnahme Berns – und stellten sich unter deren Schutzherrschaft. Ein Schiedsspruch der Eidgenossen zwischen Appenzell und der Abtei St. Gallen reduzierte 1421 die Rechte der Abtei auf die geforderten Abgaben aus grund- und leibherrlichen Rechten auf eine Jahresabgabe von 100 Pfund Silber, den Ehrschatz sowie auf eine verringerte Reichssteuer. Die niedere Gerichtsbarkeit wurde dagegen den Appenzellern zugesprochen. Diese fügten sich dem Spruch jedoch nicht, so dass nach vorgängiger Verhängung der Reichsacht 1426 Abt Heinrich von Mansfeld Bann und Interdikt als äusserste Sanktionsmassnahme über Appenzell aussprach. Der Reichstag von Frankfurt forderte deswegen am 22. November 1427 den Schwäbischen Städtebund und den süddeutschen Adel auf, im Namen der Kirche und des Reiches den Kampf gegen die Appenzeller aufzunehmen. In der Folge zog Graf Friedrich VII. von Toggenburg, unterstützt vom Ritterbund St. Jörgenschild, 1428 gegen Appenzell und blieb am 2. Dezember 1428 im Gefecht bei der Letzi bei Hueb in der Nähe von Herisau siegreich.

### Friedensschluss
Appenzell unterwarf sich nun eidgenössischen Schiedsprüchen und anerkannte die Abgabenpflicht gegenüber dem Kloster St. Gallen, so dass am 26. Juli 1429 in Konstanz der Frieden endlich hergestellt wurde. Damit waren zwar die bekämpften Abgaben teilweise wieder zu leisten, aber Appenzell hatte sich als eigenständiges Staatswesen gegenüber der Abtei behauptet und durfte sein Bündnis mit den Eidgenossen beibehalten. Weiter musste Appenzell dem Kloster eine Entschädigung von 1000 Pfund Pfennigen bezahlen.